# Adolf Bernard von Martinitz
Adolf Bernard von Martinitz (Boemia, 1680 – Vienna, 27 luglio 1735) è stato un nobile e politico austriaco.

## Biografia
Adolf Bernhard von Martinitz nacque dal conte Georg Adam (II) von Martinitz († 24 luglio 1714) e dalla sua prima moglie, la contessa Maria Felicitas von Spauer.
Alla morte del padre nel 1714, ne ereditò i beni quando già dal 1712 era divenuto governatore della Boemia. Il 9 novembre 1718 venne incluso nel consiglio privato dell'imperatore. Dal 25 aprile 1729 divenne Hofmarschall dell'imperatore e dall'8 gennaio 1735 divenne Hofmeister. Nel 1731 venne insignito dell'onorificenza del Toson d'oro, il più alto riconoscimento imperiale.
Amico della coppia imperiale, il 3 giugno 1732 ospitò l'imperatrice Elisabetta nella sua abitazione di Smečno e pochi giorni dopo la raggiunse anche l'imperatore Carlo VI, ripartendo con la consorte il 19 luglio successivo. Il 2 agosto 1734, come diplomatico, venne ospitato a corte da re Federico Guglielmo I di Prussia.

## Matrimonio e figli
Martinitz sposò la contessa Maria Elisabeth Jörger von Tollet (* 1685) il 12 agosto 1705. La coppia ebbe una figlia di nome Maria Dominika († 1782) che divenne monaca del monastero di sant'Anna a Vienna.